# Mon roi
Mon roi és una pel·lícula francesa coescrita i dirigida per Maïwenn Le Bresco, estrenada el 2015.

## Argument
Tony està ingressada en un centre de rehabilitació després d'un greu accident d'esquí. Depenent del personal mèdic i dels analgèsics, passa el temps recordant la torbadora història que va viure amb Georgio. Per què s'estimaven? Qui és realment l'home que adorava? Com podia sotmetre's a aquesta passió sufocant i destructiva? Per a Tony és una reconstrucció difícil que comença ara, un treball físic que potser li permetrà alliberar-se'n definitivament.